# Північний Лінкольншир

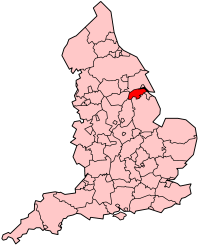
Унітарна одиниця на мапі Англії

53°36′ пн. ш. 0°39′ зх. д. / 53.60° пн. ш. 0.65° зх. д.
Північний Лі́нкольншир (англ. North Lincolnshire) — унітарна одиниця Англії на півночі церемоніального графства Лінкольншир. Головне та найбільше місто унітарної одиниці — Сканторп (населення — 72 тис. чол.).

## Історія
Утворена 1 квітня 1996 року шляхом перетворення районів Гленфорд, Сканторп, Ботферрі (південної частині) колишнього неметропольного графства Гамберсайд в унітарну одиницю та переходу в церемоніальне графство Лінкольншир.

## Географія
Займає територію 846 км², омивається на північному сході естуарієм Гамбера, на південному сході межує з унітарною одиницею Північно-Східний Лінкольншир, на півдні з неметропольним графством Лінкольншир і церемоніальним графством Ноттінгемшир, на заході з церемоніальним графством Південний Йоркшир, на північному заході з церемоніальним графством Східний Йоркширський Райдінг.

## Спорт
У місті Сканторп базується професійний футбольний клуб «Сканторп Юнайтед», який в сезоні 2012-13 виступає в Першій футбольній лізі. «Сканторп Юнайтед» приймає суперників на стадіоні «Гленфорд Парк» (9 088 глядачів).